# Iglesia filipina independiente
La Iglesia de los Filipinas Independente (En inglés:Philipinas Independent Church; en Tagalog: Malayang Simbahan ng Filipinas; Latín: Libera Ecclesia Filipinas) también conocida como Iglesia Filipinas o simplemente Filipinas, es una Iglesia de naturaleza autóctona, es decir, nacional y no regida por extranjeros. Fue fundada en 1902 bajo la guía del sacerdote, abogado y guerrillero filipino Gregorio Aglipay como una iglesia católica nacional para las Filipinas. Se considera a sí misma Católica, aunque no está en comunión con la Santa sede.
La iglesia nació junto con la independencia de la nación del Imperio español y se gestó precisamente debido a los inconvenientes eclesiásticos que causó el que la Iglesia católica (bajo la autoridad del papa) estuviese enteramente dominada por elementos españoles. Gregorio Aglipay había sido excomulgado por la Santa sede en 1899, debido a su compromiso militante con la independencia de su país. La Iglesia Filipina Independiente fundada por él rechazó la autoridad del Papa romano y las doctrinas romanistas, por ello surgieron corrientes dentro de la iglesia que hasta rechazaron la doctrina sobre la Trinidad, pero en 1947 la iglesia se declaró oficialmente Trinitaria. La Iglesia Filipina Independiente cuenta hoy con aproximadamente 2 millones de creyentes que se encuentran no solo en las Filipinas sino que también en ramas de esta iglesia presentes en los Estados Unidos, Canadá y España. La Iglesia Filipina Independiente es miembro en pleno derecho de la Comunión anglicana y de la Unión de Utrecht de Iglesias Católicas Antiguas o Unión de Utrecht (Iglesias), mantiene en consecuencia relaciones de fraternidad con todas las iglesias integrantes de esas organizaciones.

## Denominación
El nombre oficial de la iglesia es Iglesia Filipina Independiente, o, en inglés, the Philippine Independent Church. La iglesia o sus miembros se conocen por el acrónimo IFI, así como por una variedad de nombres en las distintas lenguas de Filipinas, como Ilocano: Siwawaya nga Simbaan ti Filipinas; Tagalog: Malayang Simbahan ng Pilipinas; y Kinaray-a: Simbahan Hilway nga Pilipinhon.

## Obispos Máximos
- 1902-1940 : Gregorio Aglipay y Labayan (1860-1940)
- 1940-1946 (enero) : Santiago Fonacier (1885-1977)
- 1946-1946 (septiembre): Gerardo Bayaca
- 1946-1971 : Isabelo de los Reyes, Jr. (1900-1971)
- 1971-1981 : Macario V. Ga
- 1981-1987 : Abdias de la Cruz
- 1987-1989 : Soliman Ganno
- 1989-1993 : Tito Pasco
- 1993-1999 : Alberto Ramento y Baldovino
- 1999-2005 : Tomas Millamena y Amabran
- 2005-2011 : Godofredo David y Juico
- 2011-2017 : Ephraim Fajutagana y Servanez
- 2017-2023: Rhee Timbang y Millena
- 2023-presente: Joel Porlares y Ocop